# Changsha, Chongqing
Changsha (kinesiska: 长沙) är en köping i sydvästra Kina. Den ligger i stadsdistriktet Kaizhou i storstadsområdet Chongqing, omkring 230 kilometer nordost om det centrala stadsdistriktet Yuzhong. Antalet invånare är 47 170. Befolkningen består av 23 561 kvinnor och 23 609 män. Barn under 15 år utgör 22,0 %, vuxna 15-64 år 62 %, och äldre över 65 år 14,0 %.